# Agrotis phaeochroa
Agrotis phaeochroa là một loài bướm đêm trong họ Noctuidae.